# Tracheola
Tracheola (łac. tracheola, l.mn. tracheolae) – najcieńsze, końcowe odgałęzienie tchawki, bez oskórka, mające błoniaste pozbawione tenidiów ściany. Wnika pomiędzy komórki, rzadziej do ich wnętrza. Kończy się komórkami oddechowymi (gwiaździstymi). Tracheole mają średnicę poniżej 1 μm, tak niewielką, że niemożliwa jest ich wentylacja, są więc wypełnione płynem, w którym rozpuszczają się gazy.